# Franz Wickhoff
Franz Wickhoff, (Steyr, 7 de mayo de 1853-Venecia, 6 de abril de 1909) fue un historiador de arte austriaco considerado el "auténtico" fundador de Escuela de Viena de historia del arte
Especialista en el renacimiento, revalorizo las fases tardías del arte romano, también valoró movimientos artísticos fuera del ámbito europeo, como el asiático o movimientos artísticos de su época, como el impresionismo o la obra de Klimt

## Obras (selección)
- Die italienischen Handzeichnungen der Albertina, in: Jahrbuch der kunsthistorischen Sammlungen des Allerhöchsten Kaiserhauses, 12, 1891 und 13, 1892
- Die Wiener Genesis, hrsg. von Wilhelm von Hartel und Franz Wickhoff, in:  Jahrbuch der kunsthistorischen Sammlungen des Allerhöchsten Kaiserhauses, 15/16, 1895; Neudr. Graz 1970
- Über die historische Einheitlichkeit der gesamten Kunstentwicklung, in: Festgaben für Büdinger, Innsbruck 1898
- Kunstgeschichtliche Anzeigen, hrsg. von Franz Wickhoff, Innsbruck 1904–1909
- Beschreibendes Verzeichnis der illuminierten Handschriften in Österreich, 2 Bde., Leipzig 1905
- Die Schriften Franz Wickhoffs, hrsg. von Max  Dvořák, 2 Bde., Berlin 1912–1913